# Kuala Lumpur

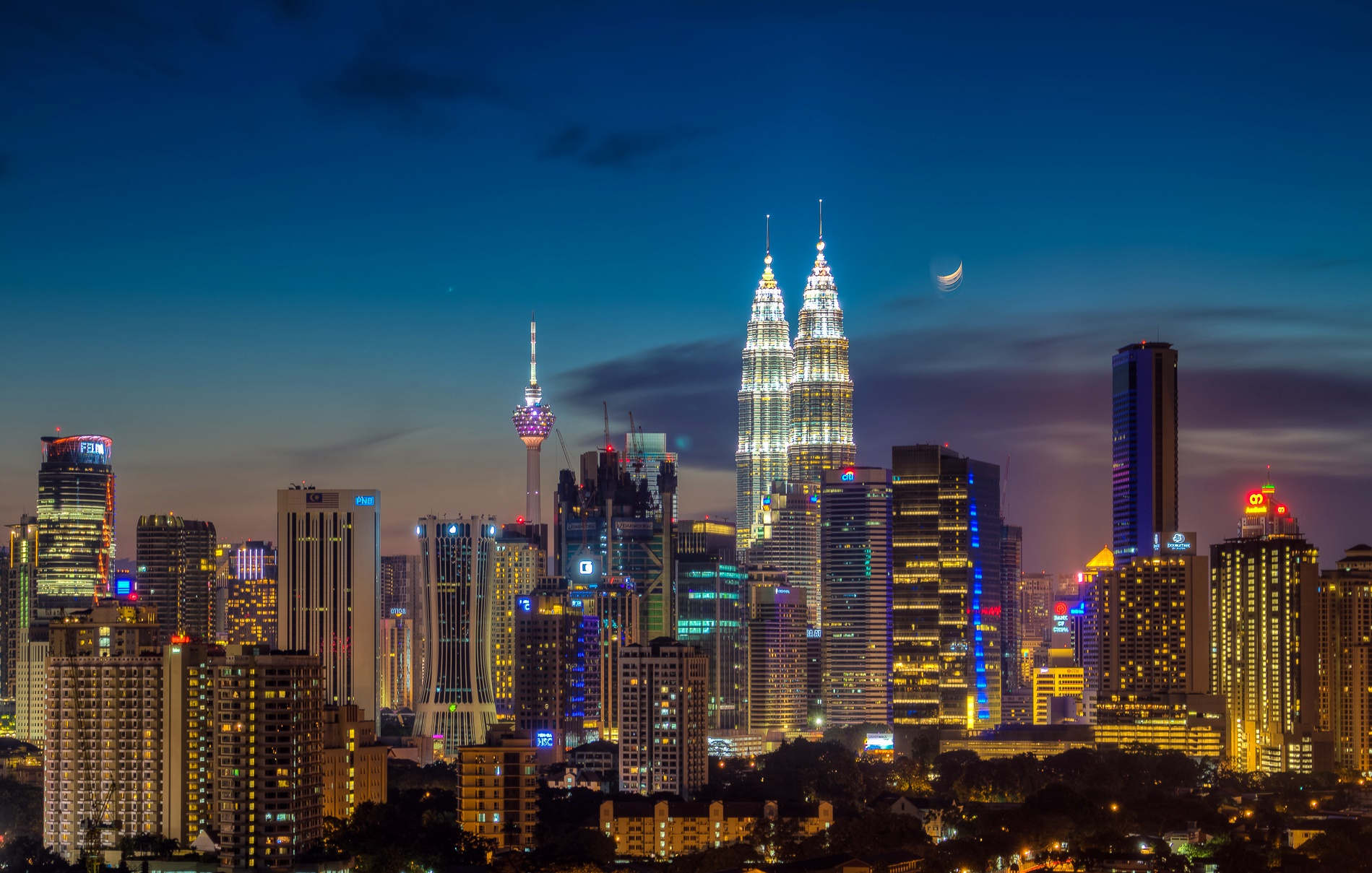
Kuala Lumpur

Kuala Lumpur, (av malaysier ofta kallad KL), är huvudstad i Malaysia, och även namnet på det federala territorium (Wilayah Persekutuan Kuala Lumpur) där staden är belägen. Namnet Kuala Lumpur betyder Det grumliga sammanflödet, vilket kan härledas ifrån att staden grundades vid de grumliga floderna som flyter samman där.
Den verkställande delen av den malaysiska statsledningen finns inte längre kvar i Kuala Lumpur, utan har flyttat till den nya administrativa huvudstaden Putrajaya, men kungens residens, Malaysias parlament samt delar av den lagstiftande makten finns kvar i Kuala Lumpur. Staden med omgivning kallas Klangdalen (Lembah Klang) och detta storstadsområde har mellan 4 och 6 miljoner invånare, beroende på definition.

## Historia
Kuala Lumpur grundades 1857, vilket gör staden till en av världens yngsta huvudstäder. Staden var tidigare ett läger för kinesiska tenngruvarbetare. Lägret byggdes där Sungai Gombak (Gombakfloden) och Klangfloden flyter samman. Sungai Gombak var tidigare känd som Sungai Lumpur, som egentligen betyder grumlig flod, varifrån Kuala Lumpur fick sitt namn ifrån. Staden hette först Sungai Lumpur, men namnet ändrades efter en tid till Kuala Lumpur. Senare öppnades tenngruvor vid Pudu och Batu. Gruvorna växte sedan till en handelsplats, som sedan sågs som en gränsstad. Den unga staden möttes dock tidigt av problem, såsom inbördeskrig, epidemier, översvämningar och bränder.
På 1870-talet blev Yap Ah Loy som ledare för staden. Han blev ansvarig för stadens överlevnad och för dess tillväxt. Han utvecklade staden från en liten ökänd plats till en gruvstad som upplevde en ekonomisk boom. År 1880 flyttades huvudstaden för Selangor från Klang till Kuala Lumpur, som var bättre strategiskt belägen.
År 1881 drabbades staden av en översvämning, följt av en brand, som nästintill tillintetgjorde staden, som vid den här tiden bestod mest av trä och stråtak. På grund av det begärde den brittiska residenten att staden skulle byggas upp med tegelsten och kakel.
I samband med det började även Kuala Lumpur moderniseras. Järnvägen kom snart till staden, vilket gjorde att staden blev lättare att nå. Under 1890-talet ökade utvecklingen något, vilket ledde till att saniteten också blev bättre. 1896 utsågs Kuala Lumpur till huvudstad för det nybildade Förenade malajstaterna. Ett flertal olika etniciteter började växa i antal runt staden. Kineserna flyttade främst till området runt marknadsplatsen, öster om Kelangfloden. Malajerna och de indiska grupperna slog sig ner vid Javagatan (nu kallad Jalan Tun Perak). Britterna slog sig ned i Padang (som nu är Merdeka square), som senare blev centrum för den brittiska förvaltningen.

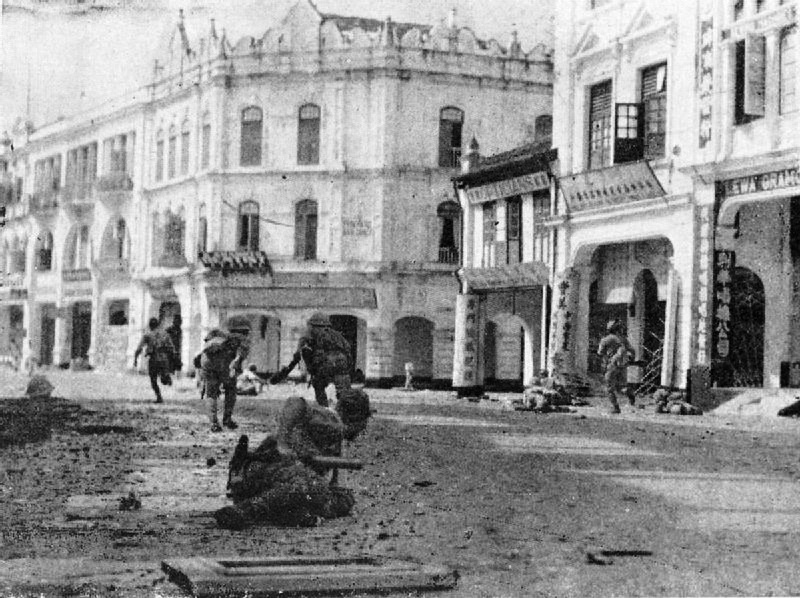
Japanska soldater i Kuala Lumpur under andra världskriget.

Under andra världskriget erövrades staden av japanerna den 11 januari 1942. Ockupationen fortsatte till 15 augusti 1945, då kriget tog slut. De gamla gummi- och tennäringarna kraschade. År 1957 fick Federationen Malaysia sin självständighet erkänd av Storbritannien. 1963 blev Kuala Lumpur huvudstad i Malaysia.
Den 13 maj 1969 inträffade ett av de största upploppen i Kuala Lumpurs historia. Sammandrabbningarna ägde rum mellan malajer och kineser, som var besvikna över den sociala situationen i staden vid det tillfället. 196 personer dödades under upploppen, vilket ledde fram till en stor förändring i landets ekonomiska politik.
1972 blev staden först att erhålla stadsrättigheter i hela landet. 1 februari 1974 blev staden ett federalt territorium. 1978 förlorade staden sin status som huvudstad i Selangor till Shah Alam. Den 14 maj 1999, firade stadens sitt 100-årsjubileum. Det federala territoriets nuvarande flagga och stadssång togs fram då.

## Geografi
Kuala Lumpur byggdes mitt ute i den malajiska djungeln, där floderna Kelang och Gombak flyter samman. Kuala Lumpur ligger på den västra Malackahalvön, och är med sina 1,6 miljoner invånare Malaysias största stad. Staden ligger i en dal, och omges av berg. I väster finns Malackasundet. Staden täcker en yta på 243,65 km².
Översvämningar är rätt vanliga, och de orsakar ofta stor skada. Rökpartiklar från skogsbränder i närliggande Sumatra når också staden, och bildar tillsammans med andra föroreningar från förbränningar, motorfordon och byggnadsarbetsplatser smog över staden.

## Klimat
Kuala Lumpurs klimat är ekvatorialt, vilket innebär ett mycket soligt och varmt, men också ganska fuktigt klimat, och liksom resten av landet är här regnperiod mellan augusti och november. Kuala Lumpur har i genomsnitt 200 regndagar per år. Medeltemperaturen är strax över 25 grader.
|                                            | Jan  | Feb  | Mar  | Apr  | Maj  | Jun  | Jul  | Aug  | Sep  | Okt  | Nov  | Dec  |
| ------------------------------------------ | ---- | ---- | ---- | ---- | ---- | ---- | ---- | ---- | ---- | ---- | ---- | ---- |
| Normaldygnets maximitemperaturs medelvärde | 31,9 | 32,8 | 33,1 | 33,0 | 32,8 | 32,5 | 32,1 | 32,2 | 31,9 | 31,8 | 31,4 | 31,5 |
| Normaldygnets minimitemperaturs medelvärde | 22,1 | 22,3 | 22,8 | 23,4 | 23,1 | 22,1 | 22,7 | 22,7 | 22,7 | 22,9 | 22,9 | 22,5 |
|                                            |      |      |      |      |      |      |      |      |      |      |      |      |
| Nederbörd                                  | 162  | 145  | 218  | 285  | 184  | 127  | 129  | 146  | 192  | 272  | 275  | 230  |

| Diagram | temperaturer i °C • månadsnederbörd i mm • Källa: The climate of Malaysia | temperaturer i °C • månadsnederbörd i mm • Källa: The climate of Malaysia | temperaturer i °C • månadsnederbörd i mm • Källa: The climate of Malaysia | temperaturer i °C • månadsnederbörd i mm • Källa: The climate of Malaysia | temperaturer i °C • månadsnederbörd i mm • Källa: The climate of Malaysia | temperaturer i °C • månadsnederbörd i mm • Källa: The climate of Malaysia | temperaturer i °C • månadsnederbörd i mm • Källa: The climate of Malaysia | temperaturer i °C • månadsnederbörd i mm • Källa: The climate of Malaysia | temperaturer i °C • månadsnederbörd i mm • Källa: The climate of Malaysia | temperaturer i °C • månadsnederbörd i mm • Källa: The climate of Malaysia | temperaturer i °C • månadsnederbörd i mm • Källa: The climate of Malaysia | temperaturer i °C • månadsnederbörd i mm • Källa: The climate of Malaysia |
|         | 162 32 22                                                                 | 145 33 22                                                                 | 218 33 23                                                                 | 285 33 23                                                                 | 184 33 23                                                                 | 127 33 22                                                                 | 129 32 23                                                                 | 146 32 23                                                                 | 192 32 23                                                                 | 272 32 23                                                                 | 275 31 23                                                                 | 230 32 23                                                                 |

## Administration
Kuala Lumpur administreras av Dewan Bandaraya Kuala Lumpur, som är ett organ under federatorationsministeriet. Stadshuset ansvarar för hälsa och sanitet, avfallshantering, stadsplanering, miljöskydd, byggnadskontroller, social- och ekonomisk utveckling och stadens säkerhet. Den verkställande makten ligger hos borgmästaren, som tillsätts av det federala territoriets minister, och borgmästarens mandatperiod är tre år. Denna ordning har rått sedan 1970, då lokala val avskaffades. Sedan den 1 februari 1974, då Kuala Lumpur blev ett federalt territorium, har staden haft nio borgmästare. Den nuvarande borgmästaren är Ahmad Phesal Talib. Det är hans första mandatperiod och han tillsattes den 17 juli 2012.

### Borgmästare
1. Lokman Yusof (1972)
2. Yaakob Latiff (1973 - 1983)
3. Elyas Omar (1983 - 1992)
4. Mazlan Ahmad (1992 - 1995)
5. Kamaruzzaman Shariff (1995 - 2001)
6. Mohmad Shaid Mohd Taufek (2001 - 2004)
7. Datuk Ruslin Hasan (2004 - 2008 ) [2]
8. Ahmad Fuad Ismail (2008 - 2012)
9. Ahmad Phesal Talib (2012 - nuvarande)

## Ekonomi
Kuala Lumpur med omgivningar är en av de mest industrialiserade i hela Malaysia. Staden har även den snabbaste växande ekonomin där, och har blivit ett ekonomiskt- och affärscentrum. Det är också en viktig knutpunkt för finans, försäkring, fastighet, massmedia och konst i landet. Utbyggnader inom infrastrukturen, som bygget av Kuala Lumpurs internationella flygplats vid Sepang, bygget av Multimedia Super Corridor och utbyggnaden av Hamnen i Klang förstärker den ekonomiska betydelsen. Staden har också utvecklats till en internationell shoppingdestination med ett brett urval av shoppingcentrum och enorma köpcentrum som säljer både globala och lokala varumärken.

### Turism
Turismen är en viktig del i stadens ekonomi, den ger inkomster, sysselsättning och växande affärsmöjligheter. Många stora, globala hotellkedjor har etablerat sig i Kuala Lumpur.
En stor turistattraktion är tvillingskyskrapan Petronas Twin Towers (i folkmun Twin Towers) som mäter 451,9 meter. Med sina 88 våningar är det världens näst eller tredje högsta byggnad, beroende på hur man räknar. Tvillingtornen invigdes år 1997, efter ett arbete som pågått sedan 1992.
Ett annat välbesökt turistmål är tornet Kuala Lumpur Tower (i folkmun KL Tower), som för övrigt är landets näst högsta byggnad. Till synes är tornet högre än Petronas Twin Towers, vilket beror på att KL Tower är byggt ovanpå en hög kulle. Men KL Tower mäter bara 421 meter, vilket inte är högre än tvillingtornen. På 335 meters höjd finns en utkiksplats som ofta lockar turister.
Kuala Lumpur har även ett eget Chinatown. Där finns bland annat den kända handelsgatan Jalan Petaling, som ligger under ett tak av plast för att skydda stånden mot ofta återkommande nederbörd.

### Shopping
Kuala Lumpur har utvecklats till en livlig shoppingstad. Idag finns det 66 varuhus. Det har blivit en knutpunkt för shopping och mode i Malaysia. Utöver varuhusen finns det också flera marknader med lokala produkter, som textiler och hantverk. Sedan 2000 har ministeriet för turism ett program för att öka konsumtionen i staden. De så kallade megasäljardagarna hålls i mars, maj och december. Alla köpcenter i staden deltar i programmet.

## Demografi
Befolkningen i staden har tydligt blandad etnicitet; huvuddelen av befolkningen är malajer, men det finns även en stor del kineser och indier. Den snabba tillväxten i staden har också lockat utländska arbetare från Sydostasien. Språket som talas är i huvudsak malajiska, men även engelska, tamil, kantonesiska, mandarin och hokkien talas. Bland de största religionerna i staden kan märkas islam, hinduism, buddhism, konfucianism, daoism och kristendom. 27% av befolkningen är under 15 år, 15-59-åriga upptar 67% av befolkningen. Endast 6% är över 60 år (2000). Brottsligheten har på senare år blivit en viktig angelägenhet för invånarna. De vanligaste brotten är snatteri, drogmissbruk och spel.
83% av stadens arbetande invånare arbetar inom servicesektorn. Övriga är verksamma inom tillverknings och konstruktionssektorn.

## Sport
I staden återfinns idrottsarenan Stadium Merdeka och racingbanan Sepang International Circuit, där bland annat Malaysias Grand Prix körs varje år sedan 1999.

## Vänorter
- Mashhad, Iran[3]
- Esfahan, Iran[4]
- Casablanca, Marocko[5]
- Malacka, Malaysia[5]
- Osaka, Japan [5]
- Ankara, Turkiet[6]
- Delhi, Indien[7]

## Områden
- Bangsar